# سفارة كوريا الجنوبية في فيتنام
سفارة كوريا الجنوبية في فيتنام هي أرفع تمثيل دبلوماسي لدولة كوريا الجنوبية لدى فيتنام. تقع السفارة في هانوي وهي تهدف لتعزيز المصالح الكورية جنوبية في فيتنام.

## وصلات خارجية
- قائمة سفارات كوريا الجنوبية
- قائمة السفارات في فيتنام